# Olof Hofrén

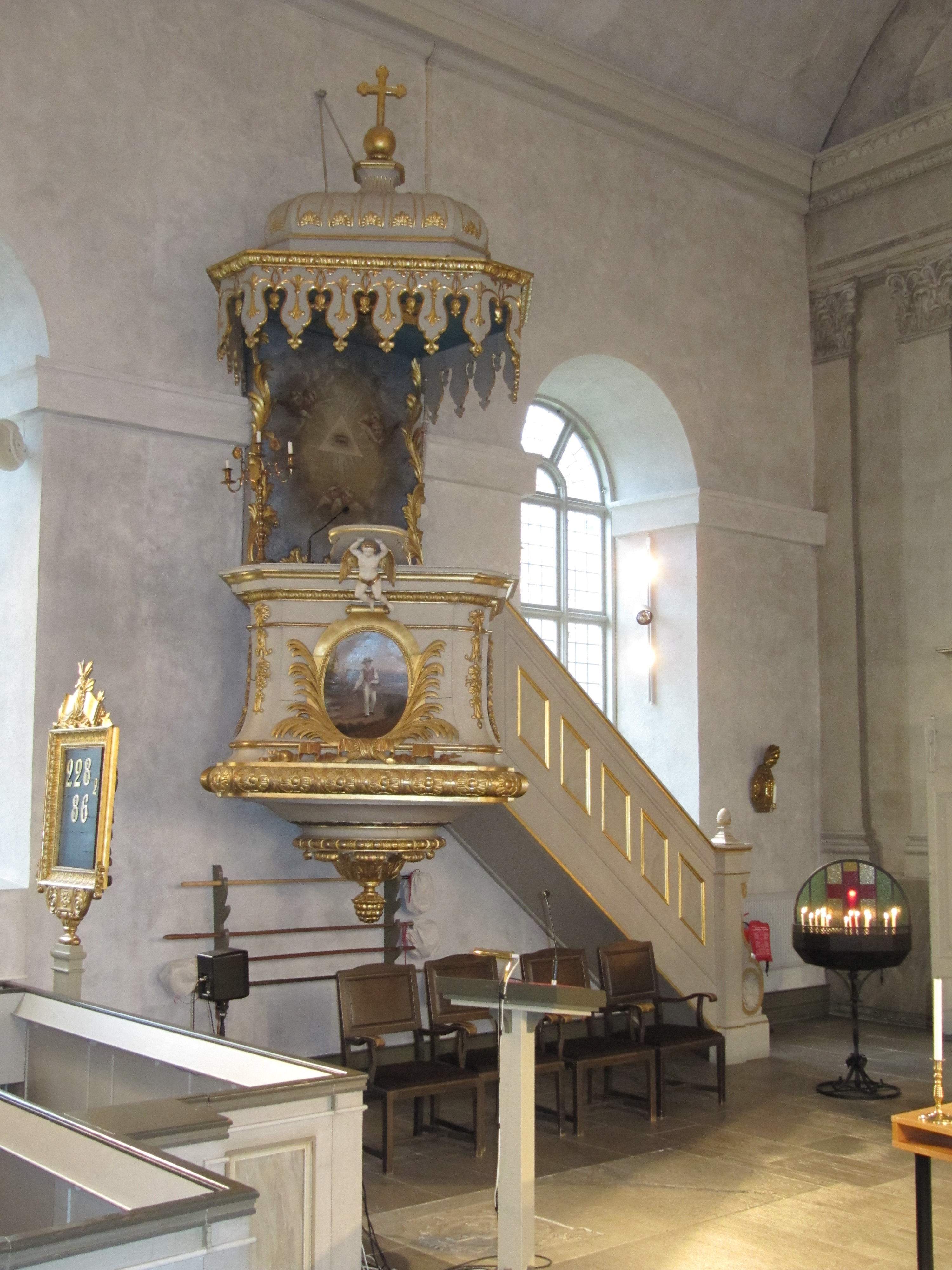
Predikstolen i Timrå kyrka utförd av Olof Hofrén på 1850-talet

Olof Hofrén, född 10 september 1813 i Arbrå, Hälsingland, död 25 januari 1856 i Säbrå, Ångermanland, var en svensk målare och bildhuggare. 
Han var son till häradsdomaren Olof Jonsson i Hof och Kerstin Jonsdotter samt gift med Maria Sattin. Han var elev till Albert Blombergsson i Söderhamn 1837-1840 samtidigt studerade han vid Konstakademiens principskola. Han erhöll mästarbrev som målare vid Stockholms målareämbete 1845. Han var i början av 1840-talet livligt verksam som kyrkomålare i Dalarna och södra Norrland och från 1845 huvudsakligen i Ångermanland där han utförde ett betydande antal altartavlor och predikstolar. Hans egna formgivna altardekorationer i empirestil vittnar om att han hade en stark känsla för den arkitektoniska kompositionen. Bland de kyrkor där han självständigt skapat målningarna och snideriarbeten märks Bjärtrå kyrka, Högsjö kyrka och Långsele kyrka. Dessutom utförde han i några herrgårdar dekorativa målningar med romantiska landskapsskildringar i Carl Johan Fahlcrantz stil. Som stafflimålare utförde han ett flertal porträtt. Hofrén är representerad vid Norrlands kulturhistoriska museum i Härnösand.